# Bindernheim
 Bindernheim (en alsacià Bíndre) és un municipi francès, situat a la regió del Gran Est, al departament del Baix Rin. L'any 1999 tenia 750 habitants.
Forma part del cantó de Sélestat, del districte de Sélestat-Erstein i de la Comunitat de comunes del Ried de Marckolsheim.

## Demografia
| 1962 | 1968 | 1975 | 1982 | 1990 | 1999 |
| ---- | ---- | ---- | ---- | ---- | ---- |
| 684  | 708  | 720  | 707  | 690  | 750  |

## Administració
| Període | Identitat      | Partit |
| ------- | -------------- | ------ |
| 2001-   | Jean-Paul Imbs |        |

## Agermanaments
- Rofinhac e Sent Sarnin de Relhac